# Plouëc-du-Trieux
Plouëc-du-Trieux is een gemeente in het Franse departement Côtes-d'Armor, in de regio Bretagne. De plaats maakt deel uit van het arrondissement Guingamp. In de gemeente ligt de spoorweghalte Brélidy - Plouëc. Plouëc-du-Trieux telde op 1 januari 2022 1.140 inwoners.

## Geografie
De oppervlakte van Plouëc-du-Trieux bedroeg op 1 januari 2022 18,27 vierkante kilometer; de bevolkingsdichtheid was toen 62,4 inwoners per km².
De onderstaande kaart toont de ligging van Plouëc-du-Trieux met de belangrijkste infrastructuur en aangrenzende gemeenten.

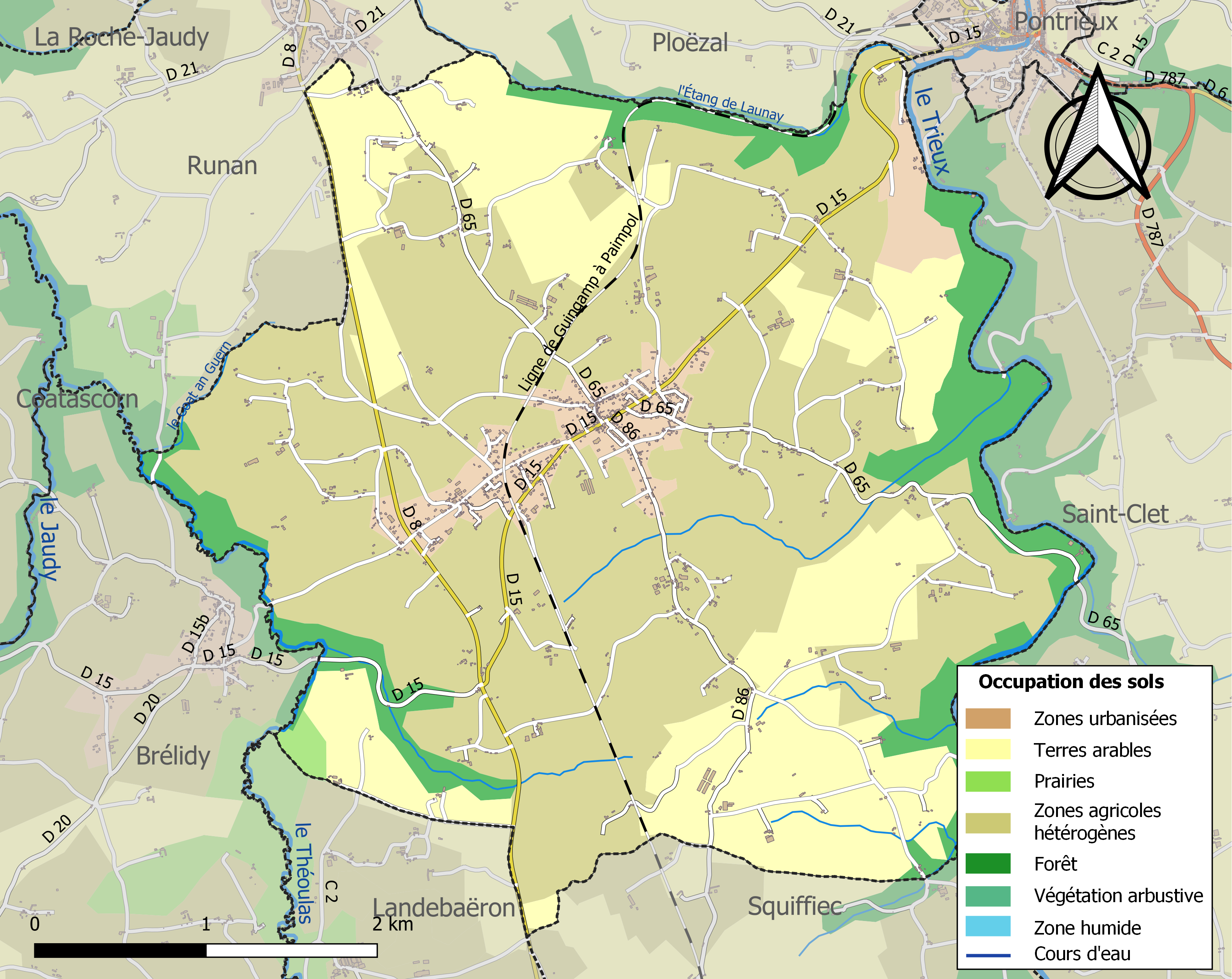

## Demografie
Onderstaande figuur toont het verloop van het inwonertal (bron: INSEE-tellingen).